# Jauge Hibernia
Pour les articles homonymes, voir Jauge.
 (juin 2007).
Une jauge Hibernia est un instrument de mesure des poussières sédimentables (P. Séd.). C'est une sorte de pluviomètre normalisé qui permet de collecter de façon quantitative l'eau de pluie et les poussières sédimentables.
Le collecteur a la forme d'un entonnoir à double conicité ; ceci afin de limiter le réenvol possible des poussières.
Après une exposition d'une durée de l'ordre d'un mois et traitement en laboratoire, il est possible de mesurer le taux de poussières qui s'exprime en mg par m² et par jour.